# Хольц, Отто Рейнхольд фон
О́тто Ре́йнхольд фон Хольц (21 апреля 1757 года, Кейла, Российская империя — 28 июля 1828 года) — пастор, писатель и переводчик шведско-немецкого происхождения. Один из самых активных пропагандистов эстонского языка конца XVIII века.

## Биография

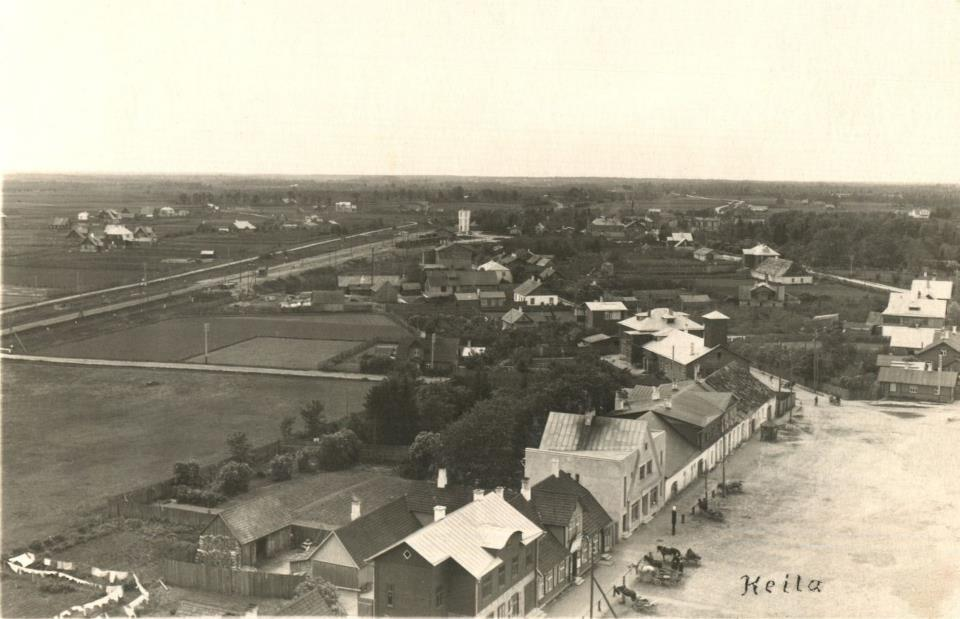
Старинная фотография Кейла из Кейлаского городского архива

Отто Рейнхольд родился 21 апреля (по некоторым данным 2 мая) 1757 года в Кегеле (Кейла*) на севере Эстонии. Его дед был майором шведской армии, который во время Северной войны (1700—1721) попал в плен к русским и остался в Эстляндии. Отец фон Хольца был пастором в Кегеле (Кейла) и пробстом Харью (эст. Harju, нем. Harrien). Девичья фамилия матери — Винклер (Winckler), она была родом из рода хрониста Христиана Кельха (Christian Kelch). В 1774—1778 годы Отто Рейнхольд изучал богословие в университетах Грайфсвальда и Тюбингена. После окончания учёбы работал репетитором, затем в 1780 году вернулся в Эстляндию. Сначала он был помощником отца, а после его смерти сам стал пастором в Кегеле, а с 1800 года — в Харью. Он также был членом Консистории Эстонии.
* Эстонские топонимы, оканчивающиеся на -а, не склоняются  и не имеют женского рода (исключение — Нарва).

## Популярный просветитель

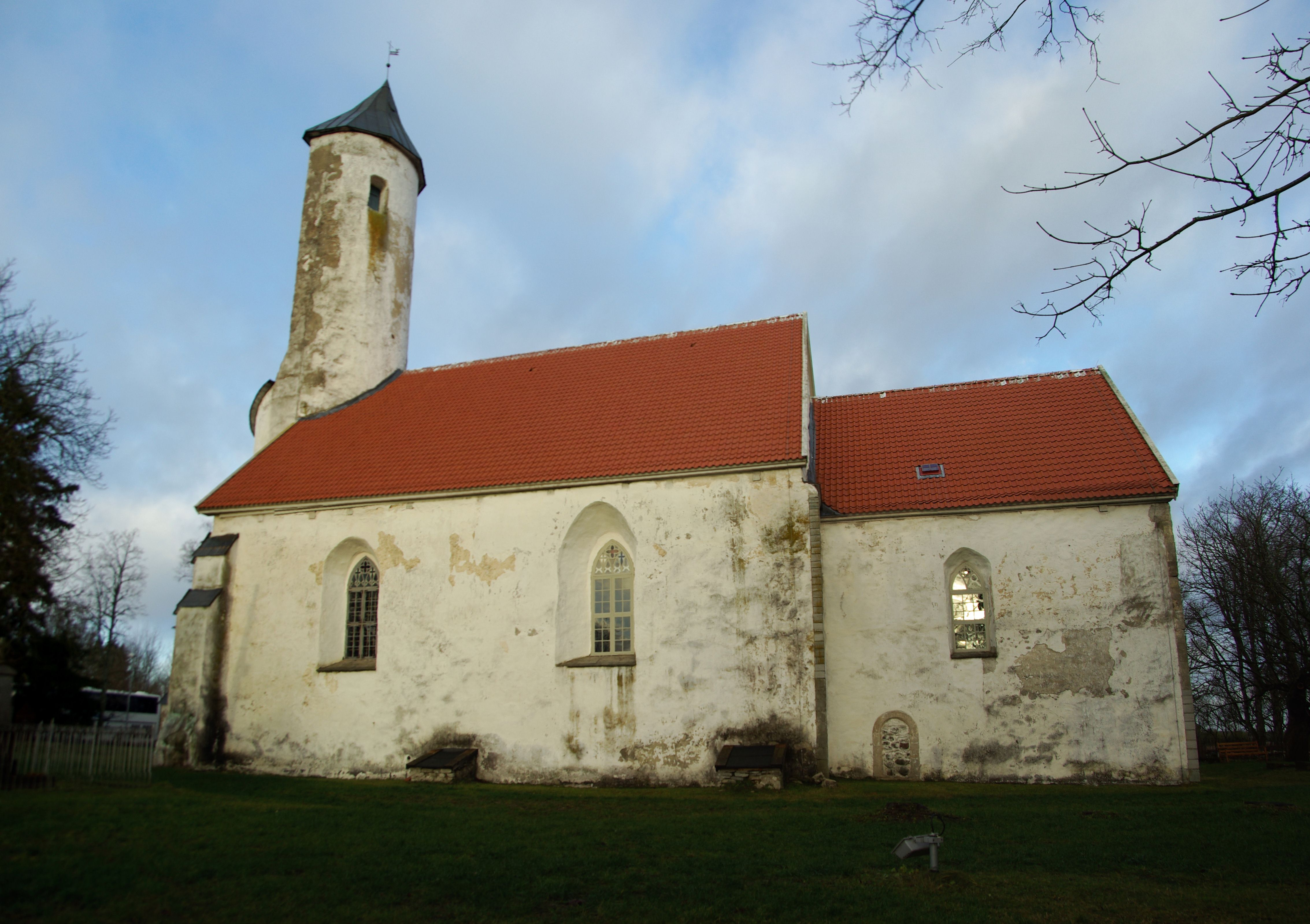
Церковь Харью-Ристи, Эстония (XV век)

Отто Рейнхольд фон Хольц выступал за повышение уровня образования крестьянства Эстонии. С 1812 года О. Р. фон Хольц был членом комиссии по подготовке нового крестьянского закона, вступившего в силу в 1816 году. Отто Рейнхольд фон Хольц перевёл этот закон на эстонский язык и таким образом стал одним из пионеров эстонской юридической терминологии.
Кроме того, фон Хольц перевёл на эстонский язык и медицинские брошюры. В 1806—1818 годы он был одним из самых плодовитых авторов дидактических и развлекательных календарных рассказов и автором путеводителей. Его главная работа — книга «Luggemissed Eestima Tallorahwa Moistusse ja Süddame Juhhatamisseks» («Чтение, направленное на руководство разумом и сердцем крестьянства Эстляндии», 1817 г.). Помимо переведённых рассказов, басен, стихов и песен, она содержит множество текстов, связанных с Эстонией. Произведения О. Р. фон Хольца, предназначенные для просвещения населения, всегда имеют дидактический и морализаторский подтекст.
С 1819 года О. Р. фон Хольц был членом комиссии по учреждению в Эстонии народных школ. В целях развития народного образования О. Р. фон Хольц назначил на официальные должности двух странствующих школьных учителей, которые обучали детей чтению. Кроме того, О. Р. фон Хольц пытался основать семинарию для подготовки деревенских учителей. Несмотря на то, что два перспективных будущих семинариста (одним из которых был Фридрих Рейнхольд Крейцвальд) овладели под его руководством основами эстонского языка, семинария так и не получила разрешения на основание.
Фон Хольц был большим сторонником Фридриха Шиллера, который пользовался популярностью в Эстонии благодаря своей идее свободы. Стихотворение Ф. Шиллера «An die Freude» («К радости») он перевёл на эстонский язык в 1813 году (эст. «Rööm! Sa taewa ello sedde»). Он также перевёл на эстонский язык произведения поэта Людвига Гёльти. Сам фон Хольц писал стихи на эстонском языке. До наших дней дошло его любовное стихотворение «Ühhe peigmehhe nutulaul omma prudi taganemisse pärast» («Грустная песня одного жениха, от которого ушла его невеста»).

## Важнейшие публикации

### Переводы юридических сочинений на эстонский язык
- «Iggaüks» (1802)
- «Eestima Tallorahwa Seäduse» (1805) («Крестьянский закон Эстляндии»)
- «Eestimaa Tallorahwa Kohto-Seäduse ehk Wallakohto Kässo-Ramatu» (1805) (Закон о крестьянском суде Эстляндии или Руководство о волостном суде Эстляндии)
- «Eestima Tallorahwa Seädmised» (1816) («Крестьянские законы Эстляндии»)

### Переводы медицинских книг
- «Lühhike öppetus nende abbiks, kes Naivad surnud ollewad ja ommeti weel ellawad» (1811) («Краткое наставление в помощь тем, кто видит мёртвых, но пока что жив»)
- «Lühhike öppetus Eestima Tallorahwa Ämmadele» (1812 г.) («Краткое наставление акушеркам эстляндского крестьянства»)

### Дидактическая антология
- «Luggemissed Eestima Tallorahwa Moistusse ja Süddame Juhhatamisseks. Tallinnas, trükkitud J. H. Gresseli kirjadega, aastal 1817» (сборник рассказов, басен, песен и загадок).